# Строитель (баскетбольный клуб, Энгельс)
«Строитель» — российский баскетбольный клуб из Энгельса.

## История
«Строитель» был образован незадолго до старта сезона 2012/2013. Баскетбольный клуб, спонсором которого является Группа компаний «ЖБК-3», возник не на пустом месте. Основу команды составили представители образованной еще в 2005 году команды «Сигнал», защищавшей честь одноименного предприятия Энгельса и неоднократно побеждавшей в областных чемпионатах, и студенческой сборной Саратовского государственного социально-экономического университета.
Команда из Энгельса, сразу же добилась высоких результатов. Сначала подопечные Андрея Кобылинского, который в конце 90-х годов 20 века выступал за «Химик», поднялись на высшую ступень пьедестала в соревнованиях первой лиги первенстве России среди команд Приволжского федерального округа. А затем волжане покорили еще одну высоту, завоевав золотые медали.
В сентябре 2013 года, в рамках подготовки к дебюту на профессиональном уровне, выступая под названием «Сигнал», являющегося действующим победителем турнира Саратовской любительской баскетбольной лиги, энгельский «Строитель» принял участие в Кубке региональных чемпионов. На этих соревнованиях, проходивших в Москве, волжане сумели завоевать главный приз. Энгельский клуб стал чемпионом МЛБЛ, лучшей любительской командой России.
В сезоне 2013/2014 «Строитель» провёл свой первый сезон на профессиональном уровне в Высшей лиге. В этом сезоне команда провела 28 матчей регулярного чемпионата и одержала 16 побед, что позволило «Строителю» занять четвертое место в группе А. В соперники по первому этапу плей-офф досталась команда, занявшая первое место в группе Б — московский клуб МБА.
В первом матче плей-офф, проходившем в Энгельсе, хозяева преподнесли сенсацию, обыграв фаворитов МБА со счетом 67:48. Однако дальше серия переехала в Москву и чуда не случилось — победа москвичей 80:71 и 79:73. Поражение на первом этапе отправило «Строитель» в игры за 5-8 места, где их первым соперником стал «Тамбов». Первый матч проходил в Энгельсе и завершился поражением хозяев со счетом 83:88. В первом матче в Тамбове победа досталась «Строителю» — 86:69. В решающем матче хозяева всё же взяли верх — 86:72 и отправились играть за 5-е место, а «Строитель» — в розыгрыш 7 места со «Согдианой-СКИФ». В этой серии для выявления сильнейшего потребовалось два матча — в обоих «Строитель» проиграл и, таким образом, занял итоговое восьмое место.

## Статистика
| Сезон     | Высшая Лига Суперлига-2 дивизион | Первая Лига | Кубок России |
| --------- | -------------------------------- | ----------- | ------------ |
| 2012/2013 | —                                | Чемпион     | —            |
| 2013/2014 | 8 место                          | —           | Первый раунд |
| 2014/2015 | 8 место                          | —           | 1/16 финала  |
| 2015/2016 | 4 место                          | —           | 1/8 финала   |
| 2016/2017 | 6 место                          | —           | 1/4 финал    |

## Достижения
Первая лига
- Чемпион: 2012/2013

## Главные тренеры
- 2012—2015 —  Андрей Кобылинский
- 2015—2017 —  Александр Гуторов

## Капитаны команды
- 2012—2015 —  Антон Копанев
- 2015—2016 —  Алексей Котишевский
- 2016—2017—  Антон Агеев